# Hello, Everybody!
Hello, Everybody! é um filme norte-americano de 1933, do gênero comédia musical, dirigido por William A. Seiter e estrelado por Kate Smith e Randolph Scott.
O filme foi a tentativa mal sucedida da Paramount Pictures de transformar Kate Smith, personalidade famosa no rádio, em estrela do cinema.

## Sinopse
Kate Smith, nascida e criada em uma fazenda, consegue tornar-se cantora de sucesso no rádio. Ela ganha dinheiro o bastante para derrotar grileiros que ameaçam tanto a sua propriedade quanto as dos vizinhos.

## Elenco
| Ator/Atriz          | Personagem    |
| ------------------- | ------------- |
| Kate Smith          | Kate Smith    |
| Randolph Scott      | Hunt Blake    |
| Sally Blane         | Lily Smith    |
| Charley Grapewin    | Jed           |
| George Barbier      | Blair         |
| Wade Boteler        | Parker        |
| Julia Swayne Gordon | Senhora Smith |
| Erville Alderson    | Horton        |
| Marguerite Campbell | Bettina Smith |